# Lafnitz (rivière)
 (juillet 2014).
Si vous disposez d'ouvrages ou d'articles de référence ou si vous connaissez des sites web de qualité traitant du thème abordé ici, merci de compléter l'article en donnant les références utiles à sa vérifiabilité et en les liant à la section « Notes et références ».
La Lafnitz est une rivière du sud-est de l'Autriche et de l'ouest de la Hongrie, et un affluent de la Raab, donc un sous-affluent du Danube.

## Géographie
Elle est longue de 114 km et draine un bassin-versant de 1 994 km2. Elle prend sa source près de la frontière entre les lands de Styrie et de Basse-Autriche et coule globalement vers le sud-est avant de se jeter dans la Raab après un kilomètre parcouru en Hongrie, près de la ville de Szentgotthárd. Elle constitue la limite entre la Styrie et le Burgenland sur une bonne partie de son tracé.